# Sofia de Baviera (arxiduquessa d'Àustria)

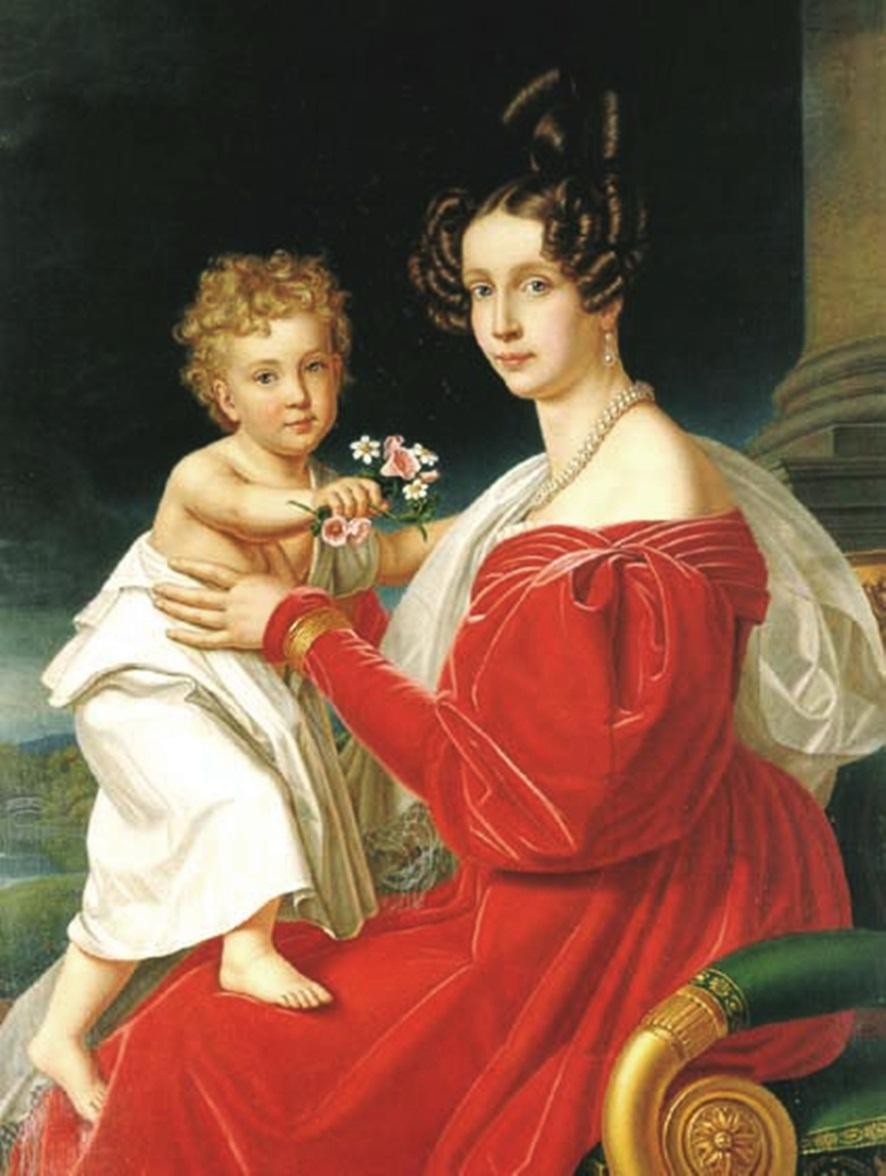
La princesa Sofia de Baviera, arxiduquessa d'Àustria.

Sofia de Baviera, arxiduquessa d'Àustria (Múnic 1805 - Viena 1872). Princesa de Baviera amb el tractament d'altesa reial i a través del matrimoni arribà a esdevenir arxiduquessa d'Àustria i a ser altesa imperial.
Nascuda a Múnic el dia 27 de gener de l'any 1805, era filla del rei Maximilià I Josep de Baviera i de la princesa Carolina de Baden. Sofia, per naixement, esdevingué princesa de Baviera i altesa reial. La jove rebé una esmerada educació i preparació per seguir els passos de les seves germanes que s'havien casat dins de les millors corts d'Alemanya (Àustria, Prússia i Saxònia).
L'any 1824 es casà amb l'arxiduc Francesc Carles d'Àustria, fill de l'emperador Francesc I d'Àustria i de la seva segona muller, la princesa Maria Teresa de Borbó-Dues Sicílies, a Viena i tingueren cinc fills dels quals quatre arriben a l'edat adulta:
- SM l'emperador Francesc Josep I d'Àustria, nascut a Viena el 1830 i mort el 1916 a Viena. Es casà amb la duquessa Elisabet de Baviera.
- SM l'emperador Maximilià I de Mèxic, nascut a Viena el 1832 i mort a Querétaro (Mèxic) el 1867. Es casà amb la princesa Carlota de Bèlgica.
- SAI l'arxiduc Carles Lluís d'Àustria, nascut a Viena el 1833 i mort el 1896. Es casà en primeres núpcies amb la princesa Margarida de Saxònia, en segones núpcies amb la princesa Maria de l'Anunciació de Borbó-Dues Sicílies i en terceres núpcies amb la infanta Maria Teresa de Portugal.
- SAI l'arxiduquessa Maria Anna d'Àustria, nascuda a Viena el 1835 i morta el 1840.
- SAI l'arxiduc Lluís Víctor d'Àustria, nascut el 1842 a Viena i mort el 1919 a Viena.

Certs historiadors i genealogistes han posat en dubte la paternitat de qui seria emperador de Mèxic, afirmant que el presumpte pare podria ser el duc de Reichsrat, Napoleó II de França.
L'ambició política de la princesa bavaresa fou un dels temes recurrents de les converses sobre política a l'Àustria de la primera meitat del segle xix. La princesa Sofia feu i desfeu perquè el seu fill gran esdevingués emperador d'Àustria i ho aconseguí l'any 1848 durant la revolució liberal que obligà a abdicar a Ferran I d'Àustria, cunyat de Sofia.
La influència de Sofia en la política fou importantíssima. Era descrita com l'únic home de la Cort fent referència al caràcter fort i decidit de l'arxiduquessa en contra de la debilitat que mostraven tant l'emperador Ferran I d'Àustria com l'arxiduc Francesc Carles d'Àustria.
Amb l'arribada al tron del seu fill, l'arxiduquessa esdevingué l'autèntic poder a l'ombra. Exercí una influència conservadora i implacable sobre la política del seu fill, molt especialment en el cas entre Àustria i Hongria, ja que l'arxiduquessa es mostrava contrària als hongaresos des de la revolta de 1848.
L'arxiduquessa també tingué un rol destacat en les relacions intergermàniques, ja que junt amb les seves germanes, la reina Elisabet de Prússia i les reines Amàlia de Saxònia i Maria de Saxònia, esdevingueren autèntics poders a l'ombra que feien i desfeien respecte a la qüestió alemanya.
Amb la mort del seu fill a Mèxic es desvinculà de la vida pública i política i es reservà per l'esfera familiar i privada. Referent a les recurrentment citades males relacions entre l'arxiduquessa Sofia i l'emperadriu Elisabet molt s'ha escrit però se sap, a través dels diaris de l'emperadriu, que els unia una sincera relació d'afecte que es posa de manifest en els escrits, en el fons eren dues princeses bavareses a la Cort de Viena que a més a més eren tia i neboda.
Arran de la derrota de Sadowa i de l'exclusió austríaca dels afers alemanys l'any 1867 desenvolupà una postura política contrària a Prússia qui veia com un perill pel desenvolupament d'Àustria i d'Alemanya.
L'arxiduquessa morí envoltada de tots els seus fills vius i els seus nets al Hofburg de Viena l'any 1872 com a conseqüència d'un tumor cerebral.